# Linycus caecus
Linycus caecus là một loài tò vò trong họ Ichneumonidae.